# Young Guns (Go for It)
Young Guns (Go for It) ist ein Dance-Pop-Song von Wham! aus dem Jahr 1982. Er erschien auf dem Debütalbum Fantastic.

## Inhalt
Der Dance-Song handelt von dem Partyleben als junger Single. Emotionale Bindungen seien gefährlich und die Ehe kann nur dem Tod gleichkommen.

## Geschichte
Der Song wurde von George Michael im Alter von 16 Jahren geschrieben und von ihm gemeinsam mit Steve Brown produziert. Der Backgroundgesang stammt von Dee C. Lee und Shirlie Holliman.  Die Veröffentlichung fand im September 1982 als zweite Single der Band statt.
Das gedrehte Musikvideo lief auch im Programm der BBC, unter anderem bei Top of the Pops. Zunächst erreichte das Lied im Oktober 1982 Platz 40 der britischen Singlecharts, schaffte es in der darauffolgenden Woche auf Platz 24 und erreichte im November 1982 schließlich Rang drei. In den schwedischen Charts erreichte der Song Platz 1.

## Rezeption

### Charts und Chartplatzierungen
| ChartsChartplatzierungen     | Höchstplatzierung | Wochen |
| ---------------------------- | ----------------- | ------ |
| Deutschland (GfK)            | 20 (16 Wo.)       | 16     |
| Vereinigtes Königreich (OCC) | 3 (17 Wo.)        | 17     |

### Auszeichnungen für Musikverkäufe
| Land/Region                  | Auszeichnungen für Musikverkäufe (Land/Region, Auszeichnung, Verkäufe) | Verkäufe |
| ---------------------------- | ---------------------------------------------------------------------- | -------- |
| Vereinigtes Königreich (BPI) | Silber                                                                 | 250.000  |
| Insgesamt                    | 1× Silber ·                                                            | 250.000  |

Hauptartikel: Wham!/Auszeichnungen für Musikverkäufe

## Coverversionen
- 1996: Malcolm McLaren
- 2003: George Michael
- 2015: Alcazar